# Nogosari (Pandaan)
Nogosari is een bestuurslaag in het regentschap Pasuruan van de provincie Oost-Java, Indonesië. Nogosari telt 7432 inwoners (volkstelling 2010).